# Ludwig Küchel
Ludwig Küchel (* 29. Januar 1900 in Lambrecht (Pfalz); † 7. Oktober 1977) war ein deutscher Gewerkschafter (ADGB/FDGB/DGB) und Widerstandskämpfer gegen das NS-Regime. Er war Erster Vorsitzender des Zentralvorstandes der Industriegewerkschaft Textil im FDGB.

## Leben
Küchel, Sohn eines Drehers, besuchte die Volksschule und absolvierte eine Lehre zum Weber. Ab 1913 war er gewerkschaftlich organisiert. 1919 trat er der USPD, 1922 der KPD bei. Wegen Differenzen in gewerkschaftstaktischen Fragen wechselte er 1925 zur SPD. Er war Erster Vorsitzender des Deutschen Textilarbeiterverbandes (DTV) in Lambrecht, Erster Vorsitzender des Betriebs- und Arbeiterrates der größten Tuchfabrik in Lambrecht, Erster Vorsitzender der Freien Turnerschaft sowie Erster Vorsitzender des Arbeiter-Sportkartells für Lambrecht und Umgebung. Nach Abschluss eines Fernkursus an der Wirtschaftsschule in Düsseldorf wurde er am 1. Juni 1929 Sekretär in der Betriebsräte- und Rechtsabteilung des Hauptvorstandes des DTV in Berlin.
Nach der „Machtergreifung“ der Nationalsozialisten nahm er mit Kollegen des DTV die illegale Arbeit auf. Am 21. April 1933 wurde er verhaftet und in das SA-Gefängnis General-Pape-Straße in Berlin-Tempelhof verschleppt. Dort wurde Küchel schwer misshandelt und nach fünf Tagen wieder entlassen. Am 28. März 1938 wurde er erneut verhaftet und schwer misshandelt. Nach sechs Monaten wurde er entlassen, da das Kammergericht eine Verfahrenseröffnung abgelehnt hatte. Am 30. September 1939 wurde Küchel zum dritten Mal verhaftet und ein Jahr später am 27. September 1940 durch das Sondergericht Dresden zu einem Jahr und zehn Monaten Gefängnis verurteilt. Seine Haft verbrachte er im Gefängnis Bautzen, nach seiner Entlassung wurde er unter Gestapoaufsicht gestellt. 
Nach Kriegsende 1945 trat Küchel wieder der KPD bei und wurde 1946 Mitglied der SED und des FDGB. Von Juni 1946 bis März 1950 fungierte er als Erster Vorsitzender des Zentralvorstandes der IG Textil. Ab 1947 war er Mitglied des FDGB-Bundesvorstandes, ab 1949 Mitglied des geschäftsführenden FDGB-Bundesvorstandes. Nach seinem Austritt aus der SED ging Küchel in seine pfälzische Heimat zurück. Von April 1951 bis 1965 war er Rechtssekretär beim DGB in Kaiserslautern.